# Marc Rivière (écrivain)
 (novembre 2011).
Pour les articles homonymes, voir Marc Rivière (homonymie) et Rivière (homonymie).
Marc Rivière est un pharmacien et auteur français né le 14 novembre 1926 à Saint-Louis (La Réunion) et décédé le 18 février 2017 à Saint-Pierre. Il est l'auteur de plusieurs ouvrages ayant pour thème les plantes médicinales endémiques de cette île du sud-ouest de l'Océan Indien formant aujourd'hui un département d'outre-mer et une région ultra-périphérique de l'Union européenne.

## Biographie
Durant ses études de pharmacie à la faculté de Montpellier, sollicité par le Professeur Giroux, spécialiste en pharmacognosie du laboratoire Roger Bellon, il entreprend avec sa collaboration, en dehors de son cycle d'études, des travaux de recherches sur les plantes. Cette expérience de deux ans lui a « ouvert l'esprit » et l'a orienté vers une autre voie : une passion naissante pour les plantes médicinales.
En 1951, à la suite de l'obtention de son diplôme de pharmacien, il prend l'officine de la Pharmacie de St Louis à l'île de La Réunion. 
De 1965 à 1973, engagé politiquement, il est nommé Président de la Commission des Finances en tant que conseiller général sous les présidences successives de Roger Payet, Marcel Cerneau et Pierre Lagourgue. 
En 1973, après une formation à la pharmacie de la Sorbonne, il obtient sa spécialisation en phytothérapie qui lui apporte alors une connaissance sur toutes les plantes de l'époque. Il entreprend des  travaux de recherches commandités par plusieurs laboratoires sur différents thèmes : Cholestérol et Phytothérapie en mars 1987 et Plantes choisies pour le traitement de quelques maladies courantes en février 1987. 
En 2000, il adhère à l'APN, association réunionnaise des Amis des Plantes et de la Nature composée de membres actifs issus de divers corps de métiers (médecins, pharmaciens, agriculteurs, guides ONF ...) ayant pour mission de connaître, faire connaître et protéger  les plantes endémiques dont certaines espèces sont en  voie d'extinction . 
Dans son premier ouvrage intitulé Les plantes médicinales de la belle époque, l'auteur reprend rigoureusement la liste proposée par le collecteur d'informations  B. Ducheman sur la pharmacopée traditionnelle du siècle dernier. Il fait objectivement le tri entre les tisaneurs héritiers d'une sérieuse tradition ancestrale et ceux qui, par ignorance ou improvisation, ont porté préjudice à une pratique enracinée dans le patrimoine culturel réunionnais. Le travail qu'il livre dans ses ouvrages est le fruit de décennies d'observations, de la confrontation entre sa culture de scientifique et le savoir-faire de rares tisaneurs sérieux et se veut conforme aux trois principes que tout consommateur est en droit d'exiger : efficacité, fiabilité et innocuité. 
À la suite du soutien proposé par la faculté des Sciences de l'île de la Réunion, il propose de publier un dernier ouvrage Les plantes toxiques et dangereuses de l'île de La Réunion. Cet ouvrage se veut atteindre  un triple objectif : fournir un fichier regroupant les plantes toxiques et leurs effets  symptomatiques, sensibiliser et conseiller les institutions publiques quant au choix de plantes à adopter dans l'aménagement des espaces publics, constituer un fichier des plantes médicinales à ne pas vendre sur les marchés. Il souhaite ainsi attirer l'attention du public par l'information  et la prévention  sur les risques de toxicité des plantes et la dangerosité d'une automédication  à la suite d'une méconnaissance de celles-ci.